# Supercoppa di Germania 2008 (pallacanestro)
La Supercoppa di Germania 2008 (ufficialmente BBL Champions Cup 2008) è stata la 3ª edizione della Supercoppa di Germania.
La partita è stata disputata il 19 settembre 2008 presso l'Artland-Arena di Quakenbrück tra l'Alba Berlino, campione di Germania 2007-08 e e gli Artland Dragons, vincitori della DBB-Pokal 2008.

## Finale
| Quakenbrück 19 settembre 2008, ore 19:30 UTC+2                       | Alba Berlino | 84 – 69            | Artland Dragons | Artland-Arena (2.750 spett.) |
| \| \| \| \| \| Luka Pavićević \| Allenatori \| Thorsten Leibenath \| |              |                    |                 |                              |
|                                                                      |              |                    |                 |                              |
| Luka Pavićević                                                       | Allenatori   | Thorsten Leibenath |                 |                              |